# Giovanni Ricci de Montepulciano
Giovanni Ricci (Montepulciano, 1 de novembro de 1497 - Roma, 3 de maio de 1574) foi um diplomata e cardeal italiano da Igreja Católica, arcebispo de Pisa.
Dotado de um talento especial para negócios, finanças e administração, mas também capaz de se mover com habilidade nas cortes europeias, "um ente querido universalmente e sem inimigos", Ricci é, no entanto, lembrado acima tudo pela sua atividade construtora e pelas suas heterogêneas coleções artísticas.
Privado de uma formação humanista, estabeleceu contatos com artistas ilustres à sombra do patrocínio dos Farnese e soube rodear-se de escritores capazes de guiá-lo em suas escolhas artísticas.

## Biografia
Crescendo em uma família rica, ele adquiriu noções de contabilidade de seu pai, Pietro Antonio Ricci. Foi para Roma quando tinha 15 anos para escapar dos maus-tratos e insultos de sua madrasta. Protegido por Francesco Maria Tarugi, um nobre de Montepulciano e grande amigo de seu pai, que não conseguiu convencê-lo a voltar para casa. Em 1515 estava em Roma a serviço do cardeal Antonio Maria Ciocchi del Monte como ajudante do mordomo Ascanio Parisani. Tendo se tornado tesoureiro geral de Parisani e mordomo do Papa Paulo III, Ricci o ajudou como contador.

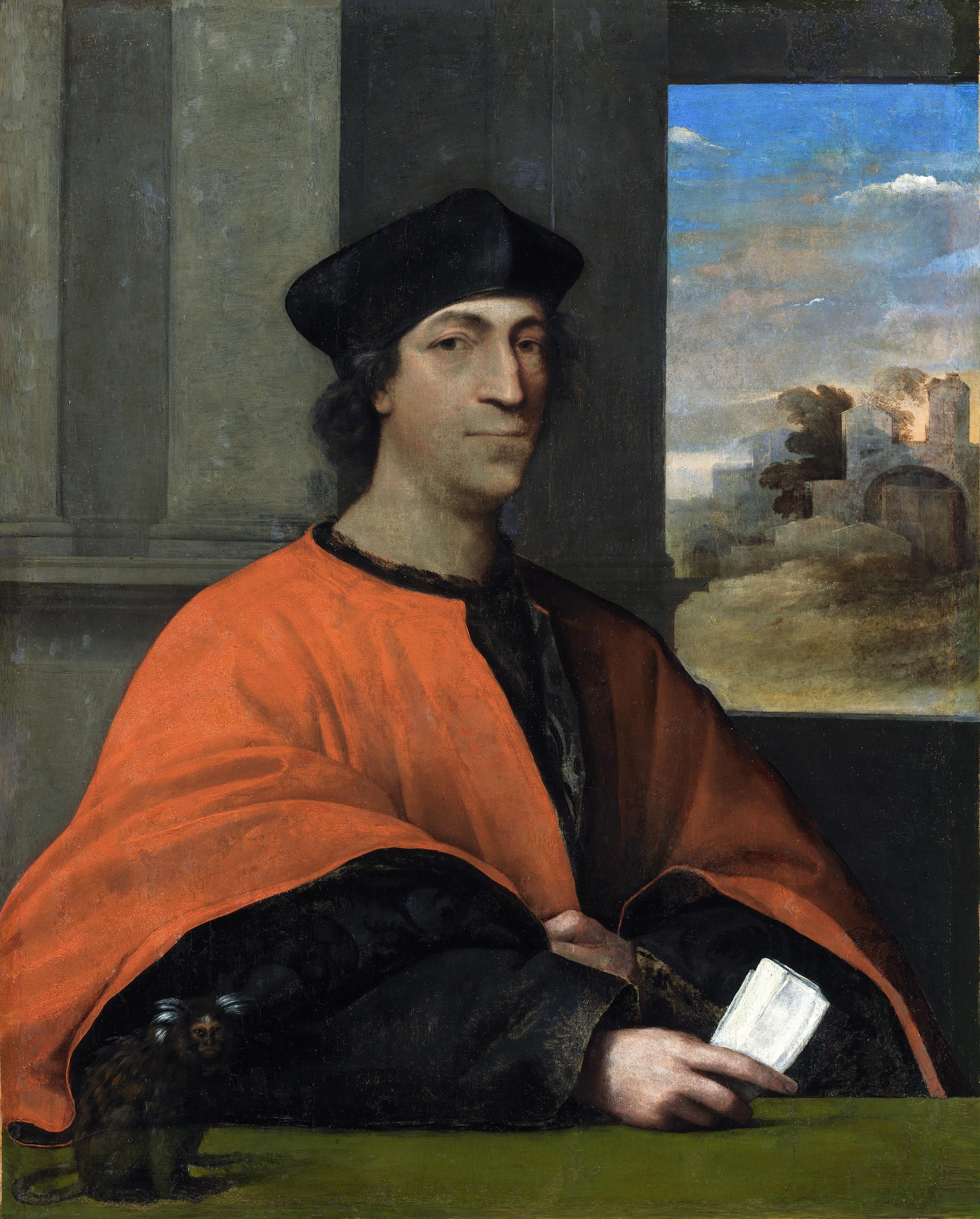
Cardeal Antonio Maria Ciocchi del Monte, a quem Ricci prestava serviços no início de sua vida em Roma.

Provavelmente em 1537 entrou ao serviço da Câmara Apostólica e por 20.000 ducados comprou um título clerical (1542). Sob o Papa Clemente VII, foi designado secretário do Monte della Fede em 26 de agosto de 1532, cargo que ocupou por doze anos, e obteve em 1525 a paróquia de San Vincenzo (diocese de Chiusi), arciprestado da colegiada igreja de Santa Maria Assunta di Montepulciano (1533), erigida como catedral quando o Papa Pio IV elevou a cidade a diocese em 10 de novembro de 1561, designando-o bispo. Esses benefícios o levaram a confiar a renovação do palácio em Montepulciano a Baldassarre Peruzzi.
Em junho de 1535 foi nomeado comissário para a remuneração dos cavaleiros estacionados nas Marcas e na Romagna. Uma missão seguiu em outubro em nome da Câmara Apostólica na Espanha para recolher os frutos de benefícios vagos e anuais. Depois de ter viajado muito, no verão de 1536 voltou a Roma para partir novamente em junho de 1537 enviado como tesoureiro a Nápoles para a coleta de dízimos destinados por Paulo III a Carlos V para a guerra contra os turcos. Após a Liga anti-otomana entre a Santa Sé, Veneza e Carlos V (10 de fevereiro de 1538), em 4 de março, ele foi enviado como tesoureiro, depois como comissário, a Marcos II Grimani, patriarca de Aquileia, legado da frota papal. Ele partiu secretamente para Veneza com 50.000 ducados para montar as 33 galeras papais. Entre março e abril, mudou-se duas vezes para Vicenza com o arquiteto Jacopo Sansovino para supervisionar os trabalhos da catedral à vista do Concílio.
Chamado em Roma no final de agosto, já estava em Otranto em setembro e, ao saber da derrota do exército cristão em Preveza em 27 de setembro, atravessou o Mar Adriático e insistiu no desarmamento da frota. De volta a Veneza para assuntos pendentes com Grimani, ele ainda estava lá em julho de 1539. Em agosto de 1539 ele foi enviado para a Espanha portador de um breve de 18 de agosto que concedeu a Carlos V parte da renda eclesiástica espanhola para enfrentar a ameaça turca. Também teve que pedir autorização para exportar grãos sicilianos para Roma; lidar com as quebras do contrato de casamento entre Margarida de Parma e Ottavio Farnese, a situação religiosa na Alemanha e impedir a confirmação formal da trégua de Frankfurt entre católicos e protestantes.
Chegando a Madri em 2 de setembro, com as negociações rapidamente concluídas, ele partiu novamente no dia 29. No final de 1539 ele estava de volta a Nápoles e retornou várias vezes em 1540 como coletor geral e núncio para a coleta de dízimos sobre os benefícios do Reino. Também em 1540 fez duas missões nos Flandres para submeter a Carlos V a delicada questão da não consumação do casamento entre Margarida e Ottavio.

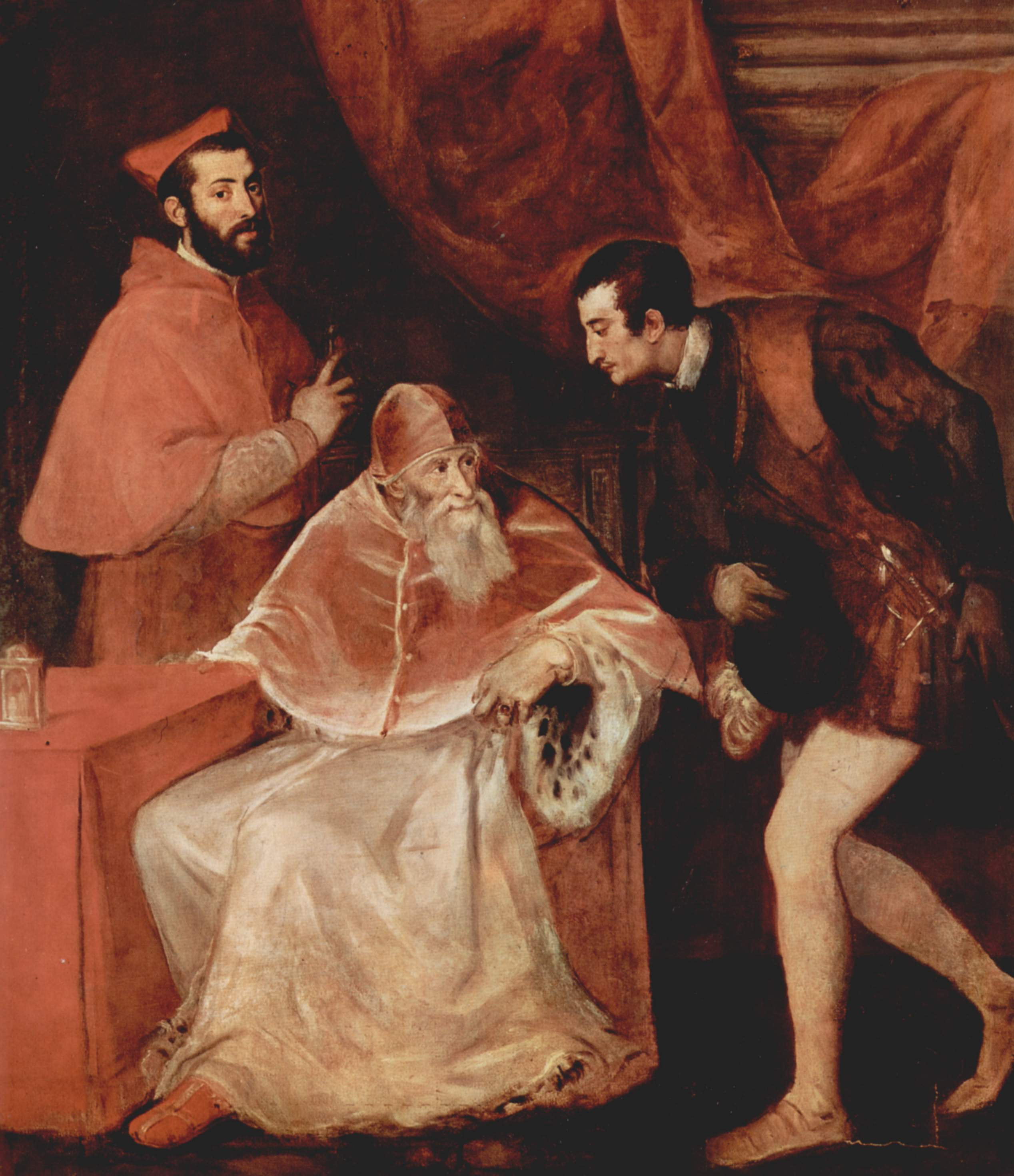
Papa Paulo III, entre Alessandro Farnese e Ottavio Farnese.

Em 24 de junho de 1540 ingressou como mordomo na corte do cardeal Alessandro Farnese, mas considerado uma "pessoa idônea, pela rapidez com que costuma ir e voltar", Paulo III não desistiu de fazê-lo "correr continuamente no posto", atribuindo-lhe tarefas administrativas e diplomáticas: desde organizar os suprimentos do exército papal (1541) para a "guerra do sal" contra os Colonnas até novas viagens a Nápoles e Marcas, a missões de paz com os imperiais e os franceses. Em dezembro de 1541 conheceu Antoine Perrenot de Granvelle em Siena para convidá-lo a aderir à política papal de neutralidade e favorecer a paz com Francisco I.
Em 28 de março de 1542, com o mesmo objetivo, partiu para a Espanha, chegando a Valladolid em 10 de abril e retornando a Roma em 24 de maio para partir em 30 de maio para a corte francesa e de lá, pouco tranquilizado por Francisco I, para a corte imperial. Retornando a Roma em 22 de julho, em 31 de julho ele comunicou ao consistório o fracasso de sua mediação e a iminente retomada das hostilidades franco-imperiais. Na primavera de 1543, acompanhou Paulo III ao encontro de Busseto com Carlos V. Enviado a Nápoles em outubro como cobrador do dízimo, em 28 de novembro seguiu o cardeal Farnese, legado de paz, à França e à Alemanha. Depois de uma parada em Fontainebleau, chegaram a Carlos V em 12 de janeiro em Kreuznach, entrando com ele solenemente em Worms (23 de janeiro), para ter um novo encontro com Francisco I no caminho de volta a Roma, onde chegaram em 1 de março de 1544 sem ter obtido qualquer compromisso por parte dos soberanos.

## Episcopado

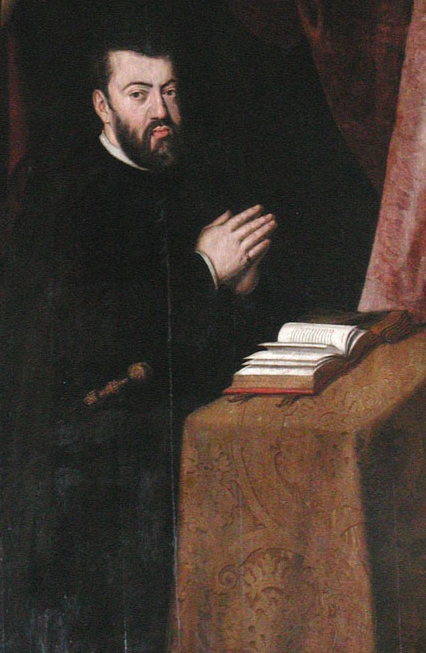
El Rei Dom João III de Portugal, que havia deposto o Cardeal de Viseu e gerou atritos entre Portugal e a Santa Sé.

Em 9 de maio de 1544 foi destinado a ser núncio e coletor em Portugal. Partiu em 17 de julho e chegou a Évora em 9 de setembro, onde discutiu com João III o problema do restabelecimento da Inquisição após a suspensão por Roma, em 22 de setembro de 1544, devido às irregularidades dos julgamentos contra os cristãos-novos e a do cardeal Miguel da Silva, ex-secretário real, deposto pelo rei da diocese de Viseu (1542).
Nas difíceis negociações, o rei condicionou a transferência da administração de Viseu para o Cardeal Farnese à revogação do mandato de suspensão. Apesar da revogação do escrito (janeiro de 1545), os obstáculos à solução do "negocio diabólico" do Cardeal de Viseu fizeram com que só em 10 de junho de 1548 fosse publicada a bula do perdão geral e o retorno da Inquisição, bem como a libertação de centenas de prisioneiros, sujeitos a abjurações secretas, e a autorização para deixar o país com suas famílias. Deixando Portugal no final de maio de 1550, Ricci saiu "do ofício desembaraçado de tudo, tendo com a gratidão de Deus posto fim a todas as negociações chatas".
Durante seu legado em Portugal, em 25 de junho de 1544 foi nomeado arcebispo de Manfredonia. Em 20 de fevereiro de 1545, foi transferido para a Diocese de Chiusi, mantendo a dignidade de arcebispo.
Seguindo as instruções de Júlio III, ele parou na Espanha, mas não encontrando Carlos V, em 3 de dezembro partiu novamente, chegando a Roma em 4 de janeiro. "Creatura et allievo" de Júlio III e "da sua casa mais ilustre", foi nomeado tesoureiro geral "por ser um homem que particularmente tem muita prática nestes assuntos pecuniários do Estado Eclesiástico". De fato, conseguiu sanar as conturbadas finanças papais graças a empréstimos bancários e à nomeação como depositário geral da Câmara Apostólica, em 4 de março de 1551, talvez sugerida por ele, do banqueiro genovês Tommaso Marino. Inscrito no papel da família papal com doze servos (dezembro de 1551), aumentado para vinte e um (abril de 1552), hospedou-se no Palácio Vaticano. Em junho de 1551, foi enviado a Augusta para pedir a Carlos V um subsídio para a guerra contra Ottavio Farnese, amplamente concedido.

## Cardinalato

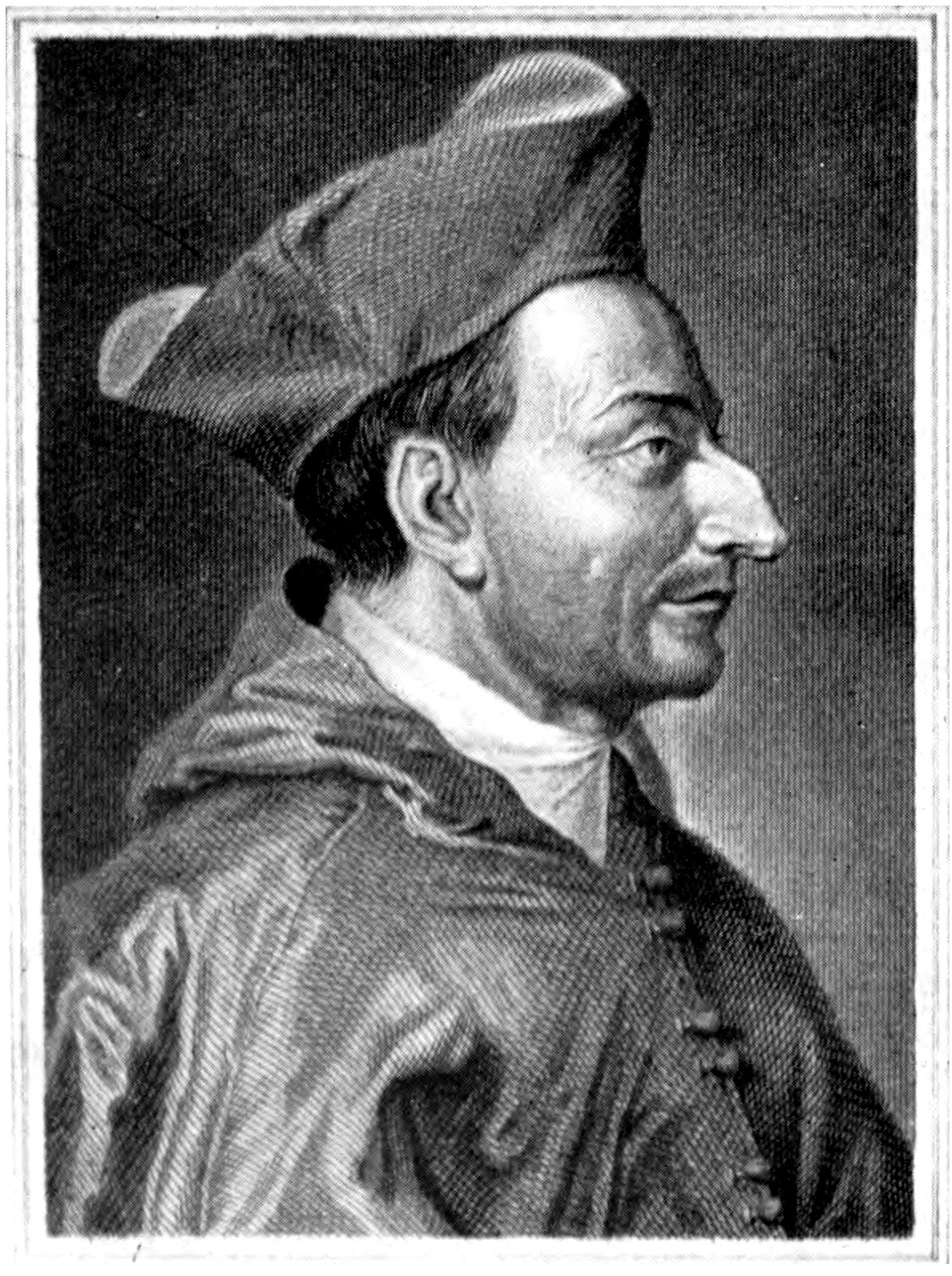
O cardeal Carlos Borromeu, com quem Ricci teve desavenças.

Retornando a Roma em julho de 1551, em 20 de novembro foi criado cardeal recebendo o barrete cardinalício e o título de cardeal-presbítero de São Vital em 4 de dezembro. Enviado na primavera de 1554 como legado a Bolonha e Romagna para deter o exército francês que se apressou para defender Siena, não teve sucesso, mas ganhou a estima de Cosmo I de Médici.
Com a eleição do Papa Paulo IV em 23 de maio de 1555, à qual Ricci se opôs vigorosamente, em junho de 1556 retirou-se para o Ducado de Castro, seja porque caiu em desgraça, ou para escapar "às custas de Roma". Esta última hipótese é mais fundamentada à luz da venda de sua prataria e do palácio na Via Giulia (1557). Chamado de volta à residência na Cúria, no início de 1558 voltou a pedir licença para partir por "falta de despesas, não ter um modo de subsistência". Prova de melhores relações com Paulo IV é a doação de 500 escudos de ouro e a concessão do subsídio mensal de 100 ducados de ouro para os "pobres" cardeais, bem como seu papel na primavera de 1558 no acordo de casamento entre Anna Carafa, bisneta do papa, e Nicola, filho de seu amigo Marino.
No conclave que elegeu o Papa Pio IV em 25 de dezembro de 1559 ele estava entre os candidatos sugeridos por Cosmo I como alternativa aos Médici. O novo papa fez uso de sua experiência administrativa inserindo-o em várias comissões responsáveis por abastecer Roma, remediar as inundações do Tibre e restaurar o Acqua Vergine. A partir de 12 de janeiro de 1565 foi membro da comissão de cardeais chamada a examinar a questão da readmissão à Igreja dos padres casados. Parece ter saído ileso da auditoria de todos os administradores desde o tempo de Paulo III imposta pela Câmara Apostólica em 11 de agosto de 1565, mas não sem atritos com o cardeal Carlos Borromeu que surgiu no conclave que elegeu o Papa Pio V em 7 de janeiro de 1566.
Várias vezes perto da tiara com o consentimento de Filipe II e o apoio de Cosmo I, foi prejudicado pela hostilidade de Borromeu que "o abomina como a peste” considerando-o indigno por causa do filho que Giovanni teve com uma portuguesa, legitimado em 3 de janeiro de 1556. Isso não o impediu de gozar da confiança do severo Pio V, que o nomeou entre os cardeais superintendentes dos Mestres das ruas encarregados de abrir novas vias, providenciar a limpeza das ruas e a conclusão da obra da Aqua Vergine, trazida em 1570 para Fontana di Trevi.
Tornou-se Camerlengo do Sagrado Colégio dos Cardeais entre 30 de janeiro de 1563 até 1564. Optou pelo título de Santo Ângelo em Pescheria, diaconia atribuída como título, em 30 de janeiro de 1566 e passou para o título de Santa Maria em Trastevere, em 7 de outubro do mesmo ano.
Em março de 1566, diante da ameaça turca, ele relutantemente propôs ao papa a imposição de dízimos sobre os benefícios eclesiásticos italianos. Em março de 1567 ele fez parte de uma comissão chamada para reavivar a economia romana através da revisão de impostos. Foi transferido para a Arquidiocese de Pisa, em 3 de setembro de 1567. De 1568 e pelo menos até 1571 foi cardeal inquisidor. Na Liga Anti-otomana, ele foi acusado de "encontrar dinheiro" para armar as galeras papais. Como recompensa por seus serviços, Pio V, que havia emitido uma licentia effodiendi em seu favor (3 de fevereiro de 1569), deu-lhe em agosto de 1569 achados arqueológicos retirados de Villa Giulia, que Ricci enviou em parte a Cosmo I. A paixão por antiguidade o levou a se opor à destruição do Cortile del Belvedere, considerado pagão demais pelo papa.

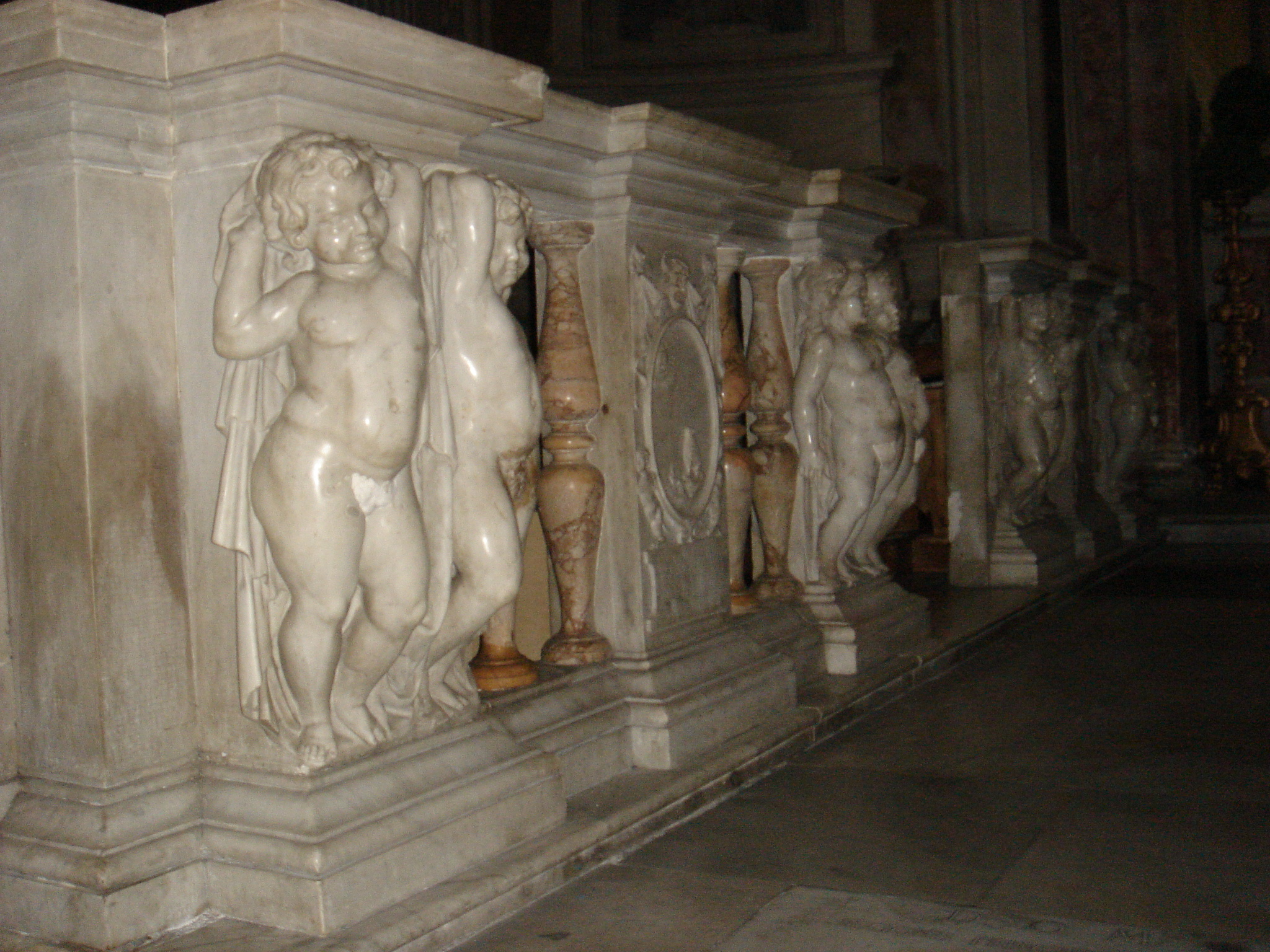
Sepultura em San Pietro in Montorio

Promovido para a ordem dos cardeais-bispos e assumiu a sé suburbicária de Albano em 3 de julho de 1570. Considerado papabile no conclave que elegeu o Papa Gregório XIII em 13 de maio de 1572, foi impedido por Carlos Borromeu. Passou para a sé suburbicária de Sabina em 8 de abril de 1573.
Morreu em Roma em 3 de maio de 1574 e foi sepultado em San Pietro in Montorio em frente ao cemitério del Monte na capela que ele havia construído e decorado com colunas romanas e afrescos de Daniele da Volterra.

## Conclaves
- Conclave de abril de 1555 - participou da eleição do Papa Marcelo II
- Conclave de maio de 1555 - participou da eleição do Papa Paulo IV
- Conclave de 1559 - participou da eleição do Papa Pio IV
- Conclave de 1565–1566 - participou da eleição do Papa Pio V
- Conclave de 1572 - participou da eleição do Papa Gregório XIII